# Wigbert de Misnie
Wigbert de Misnie, mort avant 976, fut le premier margrave de Misnie depuis l'an 965.

## Éléments de biographie
Après la mort de Gero, le 20 mai 965, l’empereur Otton Ier  divise sa vaste marca Geronis, territoire conquis au-delà de l'Elbe et de la Saale. Plusieurs entités distinctes ont été établis ; le long des monts Métallifères au sud, Otton a créé trois marches s'étendant à l'est de la ville de Mersebourg sur la Saale. L'acte fondateur de l'archevêché de Magdebourg de 968, énumère trois margraves : 
- Wigbert, seigneur de la marche de Misnie ;
- Gunther, seigneur de la marche de Mersebourg ;
- Wigger, bailli de la marche de Zeitz.

C'est la seule information que nous ayons sur le personnage de Wigbert. 
La marche de Wigbert s'étendait des terres des Daleminciens, déjà conquis par le roi Henri Ier vers 929, jusqu'aux pays des Milceni (la future Haute-Lusace). Le centre se situait autour du château de Misnie dans la vallée de l'Elbe. En ce qui concerne la colonisation germanique, la marche de Misnie était le point central du dispositif car elle était en contact direct avec deux États slaves : le duché de Bohême au sud des monts Métallifères et l'État polonais à l'est de la rivière Kwisa (Queis). 
En 976, les marches de Misnie et de Mersebourg sont entre les mains de Thietmar, neveu de Gero et gendre d'Hermann Billung qui contrôlait déjà depuis 965 plusieurs comtés du duché de Saxe (Ostphalie) situés sur la rive ouest de la Saale.